# Vitaliy Kyianytsia
Vitaliy Kyianytsia (* 13. August 1991 in Kiew) ist ein ukrainischer Musiker (Piano, Komposition), der sowohl in der Neuen Musik als (meist als Vitalii Kyianytsia) auch im Jazz hervorgetreten ist.

## Leben und Wirken
Kyianytsia wuchs in Kiew auf, wo er seine musikalische Ausbildung mit sechs Jahren begann. Er studierte an der Nationalen Musikakademie der Ukraine Peter Tschaikowski Klavier und Komposition. 2015 war er Artist in Residence bei Gaude Polonia in Warschau, wo er bei Zygmunt Krauze seine Kompositions- und Klaviertechnik verbesserte und Meisterwerke polnischer zeitgenössischer Musik interpretierte. Seit 2017 lebt er in Deutschland, wo er in Frankfurt am Main beim Ensemble Modern und in Stuttgart bei Nicolas Hodges studierte.
Kyianytsia wurde zu wichtigen Festivals der zeitgenössischen Musik eingeladen, etwa zum Lucerne Festival (2016, 2017), zum Mixtur Festival 2017 (Barcelona), zum Impuls-Festival 2015 (Graz), den Klangspuren Schwaz, dem Acht Brücken Festival oder den Wittener Tage für neue Kammermusik. Er gab Konzerte in der Ukraine, Russland, Polen, Litauen, Deutschland, Spanien, Frankreich, Italien und Rumänien. Er ist einer der Mitbegründer und Pianist des Sed Contra Ensembles in Kiew und Mitglied im Berliner Ensemble LUX:NM.
Zunächst Spezialist für Neue Musik tritt Kyianytsia zunehmend als Jazzpianist im Bereich des Creative Jazz auf. Mit seinem Trio, zu dem der Bassist Johannes Fink und der Schlagzeuger Mathias Ruppnig gehören, veröffentlichte er 2022 sein Debütalbum Last Day of Spring bei Double Moon Records. 2023 folgte sein Soloalbum Night Music mit einem Zyklus von zwölf eigenen Kompositionen bei Paschen Records. Weiterhin spielt er mit Serhii Radzetskyi und Eugene Kostyts im Ukrainian Funk Trio.

## Preise und Auszeichnungen
Kyianytsia wurde bei einigen internationalen Wettbewerben ausgezeichnet wie dem Orleans Klavierwettbewerb 2016 (Andre Boucourechliev-Preis), der Masterpiece Management Composition Competition 2016 (Köln), dem Transatlantyk-Sofortkompositionswettbewerb 2016 (Lodz), der ACC Kompositionswettbewerb (Gwangju), dem Kompositionswettbewerb in Lviv 2016 und der Anton Rubinstein Wettbewerb für Interpreten (St. Petersburg, 2009).